# 郭贻诚
郭贻诚（1906年10月—1994年11月28日），字式糓、式古，曾用名伯遗，男，原籍直隶武清，生于北京，中国磁学专家。

## 生平
郭贻诚早年曾就读于北京公立第三中学，1922年考入北京大学预科。1925年预科毕业后进入本科物理系学习，1928年毕业。次年起任教于中法大学居里学院。1931年赴青岛国立山东大学物理系任讲师。1936年公费赴美国加州理工学院留学，师从著名物理学家、诺贝尔物理学奖得主卡尔·戴维·安德森，跟随其进行宇宙线研究。1939年获博士学位。同年他回到上海，进入浙江大学龙泉分校物理系任教。此后又先后担任过燕京大学数学讲师、北平师范大学物理学教授、北平临时大学第七分校物理系教授兼系主任、山东大学物理系教授兼系主任等职。中华人民共和国成立后，他被任命为山东大学理学院院长。1952年出任山东大学副教务长。1959年后担任物理系磁学教研室主任。
郭贻诚于1951年加入中国民主同盟，曾任民盟山东省主委、名誉主委，民盟中央委员，山东省政协副主席，济南市副市长等职。此外，他还是第二、三、五、六届全国人大代表。1992年5月加入中国共产党。1994年11月28日在济南逝世。

## 学术成果
郭贻诚是中国磁学和磁性材料研究的奠基人之一，主要从事微磁化理论、磁性薄膜、非晶态磁性等领域的研究。他曾主持创办了山东大学的磁学实验室，而他所著的《铁磁学》是中国首部磁学专著，后来他还与王震西共同主编了中国首部系统论述非晶态物理的专著《非晶态物理学》。